# Christopher Gartin
Christopher Russell Gartin (ur. 12 stycznia 1968 roku w Nowym Jorku) – amerykański aktor filmowy i telewizyjny.

## Wybrana filmografia

### Filmy kinowe
- 1996: Imiennicy (Johns) jako Eli
- 1996: Wstrząsy 2: Wielkie larwy wróciły (Tremors 2: Aftershocks) jako Grady Hoover
- 2005: Plan lotu (Flightplan) jako Mike
- 2009: Jak by to sprzedać (The Goods: Live Hard, Sell Hard) jako mąż
- 2010: Czarny łabędź (Black Swan) jako kelner Scott

### Filmy TV
- 1989: Nie wierzcie bliźniaczkom 3 (Parent Trap III) jako David
- 1990: Głos serca (Matters of the Heart) jako Steven Harper
- 1991: Koleje losu (Changes) jako Mark Hallam
- 2006: Jane Doe: Bolesny upadek (Jane Doe: The Harder They Fall) jako Doug Maynard

### Seriale TV
- 1989: Słoneczny patrol (Baywatch) jako Greg
- 1994: Melrose Place jako Ted Ryan
- 1997: Ich pięcioro (Party of Five) jako Drew Bishop
- 1999: Prawo i bezprawie (Law & Order: Special Victims Unit) jako Dennis Michaels
- 2003: Nowojorscy gliniarze (NYPD Blue) jako Carl
- 2003: Puls Miasta (Boomtown) jako Jonny Rand
- 2004: Jordan (Crossing Jordan) jako dr Phillip Winter
- 2005: CSI: Kryminalne zagadki Las Vegas (CSI: Crime Scene Investigation) jako Marcus Corcoran
- 2005: Will & Grace jako Desmond
- 2006: Dr House (House, M.D.) jako Rob Hartman
- 2007: Prywatna praktyka (sezon 2) (Private Practice) jako Keith
- 2009: Czysta krew (True Blood) jako Hugo
- 2010: Wzór (Numb3rs) jako Sean Westmark
- 2010: CSI: Kryminalne zagadki Las Vegas (CSI: Crime Scene Investigation) jako dr Holloway
- 2011: Gotowe na wszystko (Desperate Housewives) jako Herbert "Rashi" Brickmeyer